# ヴァーツラフ・ノイマン (小惑星)
ヴァーツラフ・ノイマン (21804 Václavneumann) は、小惑星帯の外縁部に位置し、木星の公転軌道に内接している小惑星。チェコのオンドジェヨフ天文台でレンカ・シャロウノヴァーが発見した。
1968年から20年以上にわたってチェコ・フィルハーモニー管弦楽団の首席指揮者を務めたチェコの指揮者、ヴァーツラフ・ノイマンから命名された。